# Berit Schwarz
Berit Schwarz (* 25. Januar 1967) ist eine deutsche Journalistin und Moderatorin.

## Leben und Karriere
Berit Schwarz wuchs in Laboe an der Ostsee auf und absolvierte an der Heinrich-Heine-Schule Heikendorf im Jahr 1986 ihr Abitur.
Anschließend volontierte sie von 1987 bis 1988 in Hamburg bei Radio 107 und begann 1989 parallel zur freien Mitarbeit bei Radio 107 und anderen Sendern an der Universität Hamburg das Studium der Erziehungswissenschaften (1989–1992).
1990–1991 moderierte sie gemeinsam mit Axel Bulthaupt die Jugendsendung „Jetzt kommt’s“ im NDR-Fernsehen. Danach wechselte sie zum ZDF, wo sie von 1992 bis 1994 die Talkshow „Doppelpunkt“ moderierte. Sie übernahm die Sendung von Michael Steinbrecher und Barbara Stöckl.
Von 1995 bis 1997 moderierte sie im DSF die Sendung „Offensiv Interview“, in der prominente Sportler porträtiert wurden. Bei ihr waren unter anderem der Boxer Graciano Rocchigiani, der Rennfahrer Gerhard Berger, die Fußballtrainer Christoph Daum und Winfried Schäfer sowie die damaligen Fußball-Bundesligaspieler Oliver Bierhoff, Mehmet Scholl, Stefan Effenberg, Thomas Helmer, Thomas Strunz und Bruno Labbadia zu Gast.
1998 moderierte Berit Schwarz das Wissensmagazin „Planetopia“ (SAT.1). Anschließend verlegte sie den Schwerpunkt ihrer Arbeit hinter die Kamera und fungierte als Redakteurin, Reporterin und Autorin. Sie arbeitete für die Sendungen „Galileo“ (ProSieben), „Die Reporter“ (ProSieben), „Akte“ (SAT.1) und diverse Doku-Soaps.
2009 entwickelte sie das TV-Format „Einsam unter Palmen“, das seither in Koproduktion von der Berliner TV-Produktion Solis TV und infonetwork in lockerer Staffelfolge produziert und auf RTL gesendet wird. Berit Schwarz ist Head-Autorin dieser Sendung.